# 박세혁
박세혁(朴世爀, 1990년 1월 9일 ~ )은 KBO 리그 NC 다이노스의 포수, 외야수, 내야수이다. 그의 아버지는 전 KBO 리그 쌍방울 레이더스의 내야수인 박철우이다.

## 두산 베어스시절
2012년에 입단했다. 
그 해 6월 16일 삼성 라이온즈와의 경기에서 데뷔했다. 데뷔 첫 타석에서 오승환을 상대로 2루타를 기록했다.

## 상무 야구단시절
2014년에 입단하였다. 제대를 앞두고 국가대표에 첫 발탁돼 2015년 아시아 야구 선수권 대회에 참가했다. 대회에서 국가대표팀 주장을 맡아 1차전 대만전, 2차전 중국전, 4차전 일본전에 주전 포수로 출장해 활약했다. 4차전인 일본전에서 극적인 역전 승을 거뒀으며, 한국은 16년 만에 아시아 정상 자리를 되찾았다.

## 두산 베어스복귀
2015년에 복귀하였다. 2019년 4월 26일 롯데전에서 역대 포수 최다 3루타 타이 기록을 세운 뒤 같은 해 8월 16일 LG전에서 3루타를 쳐 단일 시즌 포수 최다 3루타 신기록을 경신했다. 2018년 시즌 후 양의지가 NC 다이노스로 이적하며 팀의 주전 포수로 활동했다. 2019년에 한국시리즈에서 맹활약하며 우승에 기여했고 같은 해 9개의 3루타로 단일 시즌 역대 포수 최다 3루타 기록을 경신했다.

## NC 다이노스시절
2022년 11월 24일 계약 기간 4년, 계약금 18억, 연봉 24억, 인센티브 4억 등 총액 46억원에 FA 계약을 체결하며 이적했다. 그의 보상 선수로는 박준영이 지명됐다.

### 2023년 시즌
4월 7일 키움 히어로즈와의 경기에서는 7회말 안우진을 상대로 홈런을 기록하면서 시즌 첫 홈런을 기록했다. 다음날인 4월 8일에는 8회말 1사 1,2루에서 변시원을 상대로 3점홈런을 기록했다. 4월 14일 SSG 랜더스와의 경기에서 6회말 상대 타자 에레디야의 스윙에 머리를 맞아 교체됐다. 이후 타격 부진에 시달리면서 전반기 를 187타수 40안타(4홈런) 23타점 타율 0.214 장타 0.348 출루율 0.316을 기록했다.
8월 14일 왼 손목 건염 부상으로 1군에서 말소됐다. 10월 4일에서야 1군에 복귀했고, 그 사이 김형준이 주전으로 활약했다.
2023년 시즌 88경기 출장해 242타 51안타(6홈런) 35득점 32타점 타율 0.211 출루율 0.307 장타율 0.347을 기록했다.

#### 포스트시즌

##### 플레이오프
kt 위즈와의 플레이오프에서 2경기 출장해 2타수 1안타 1타점을 기록했다. 4차전에 출장해 8회말 주권을 상대로 1타점 적시타를 기록했다.
- 기록

| 타율  | 경기 | 타수 | 득점 | 안타 | 2루타 | 3루타 | 홈런 | 루타 | 타점 | 도루 | 도실 | 볼넷 | 사구 | 삼진 | 병살 | 장타율 | 출루율 | 실책 |
| ----- | ---- | ---- | ---- | ---- | ----- | ----- | ---- | ---- | ---- | ---- | ---- | ---- | ---- | ---- | ---- | ------ | ------ | ---- |
| 0.500 | 2    | 2    | 0    | 1    | 0     | 0     | 0    | 1    | 1    | 0    | 0    | 0    | 0    | 1    | 0    | 0.500  | 0.500  | 0    |

### 2024년 시즌
시즌 전 강정호가 운영하는 킹캉스쿨에서 타격 트레이닝을 했다.
6월 25일 키움 히어로즈와의 경기에서 7회초 김선기를 상대로 2점홈런을 치면서 시즌 첫 홈런을 기록했다. 전반기 48경기 출장해 20안타(1홈런) 7타점 8득점 타율 0.256 출루율 0.348 장타율 0.359를 기록했다.
후반기 34경기 출장해 19안타 13득점 3타점 타율 0.271 출루율 0.325 장타율 0.329를 기록했다.
2024년 시즌 82경기 출장해 39안타(1홈런) 21득점 10타점 타율 0.264 출루율 0.345 장타율 0.337을 기록했다. 2024년 시즌 김형준이 주전 포수로 도약하면서 백업 포수로 시즌을 보냈다.

## 출신 학교
- 서울수유초등학교
- 서울 신일중학교
- 신일고등학교
- 고려대학교

## 통산 기록
| 연도 | 팀명   | 타율  | 경기 | 타수 | 득점 | 안타 | 2루타 | 3루타 | 홈런 | 루타 | 타점 | 도루 | 도실 | 볼넷 | 사구 | 삼진 | 병살 | 실책 |
| ---- | ------ | ----- | ---- | ---- | ---- | ---- | ----- | ----- | ---- | ---- | ---- | ---- | ---- | ---- | ---- | ---- | ---- | ---- |
| 2012 | 두산   | 0.333 | 6    | 6    | 1    | 2    | 1     | 0     | 0    | 3    | 1    | 0    | 0    | 0    | 0    | 0    | 0    | 0    |
| 2013 | 두산   | 0.231 | 18   | 26   | 4    | 6    | 3     | 0     | 0    | 9    | 2    | 0    | 0    | 3    | 1    | 6    | 0    | 1    |
| 2016 | 두산   | 0.209 | 87   | 172  | 26   | 36   | 5     | 1     | 5    | 58   | 23   | 2    | 2    | 22   | 2    | 45   | 1    | 2    |
| 2017 | 두산   | 0.284 | 97   | 201  | 41   | 57   | 8     | 0     | 5    | 80   | 26   | 2    | 1    | 19   | 5    | 44   | 1    | 2    |
| 2018 | 두산   | 0.282 | 89   | 170  | 37   | 48   | 12    | 0     | 3    | 69   | 22   | 5    | 0    | 16   | 4    | 55   | 0    | 2    |
| 2019 | 두산   | 0.279 | 137  | 441  | 58   | 123  | 19    | 9     | 4    | 172  | 63   | 8    | 2    | 41   | 7    | 68   | 5    | 8    |
| 2020 | 두산   | 0.269 | 124  | 360  | 47   | 97   | 18    | 2     | 4    | 131  | 51   | 5    | 3    | 35   | 12   | 45   | 7    | 8    |
| 2021 | 두산   | 0.219 | 96   | 237  | 25   | 52   | 12    | 0     | 0    | 64   | 30   | 4    | 2    | 22   | 5    | 43   | 6    | 4    |
| 2022 | 두산   | 0.248 | 128  | 351  | 33   | 87   | 13    | 1     | 3    | 111  | 41   | 2    | 2    | 33   | 6    | 71   | 4    | 5    |
| 2023 | NC     | 0.211 | 88   | 242  | 35   | 51   | 9     | 3     | 6    | 84   | 32   | 1    | 1    | 30   | 4    | 43   | 3    | 1    |
| 2024 | NC     | 0.264 | 82   | 148  | 21   | 39   | 9     | 0     | 1    | 51   | 10   | 4    | 0    | 14   | 3    | 43   | 3    | 3    |
| 통산 | 10시즌 | 0.254 | 952  | 2534 | 328  | 598  | 109   | 16    | 31   | 832  | 301  | 33   | 13   | 235  | 49   | 463  | 30   | 36   |